# 山中アラタ
山中 アラタ（やまなか アラタ、1972年12月20日 - ）は、日本の俳優。本名は山中新。

## プロフィール
大阪府高槻市出身。大阪経済大学卒業。D-dash&Company所属。身長181cm。血液型は0型。
- 趣味・特技はビリヤード、バスケットボール、英会話
- 資格は、普通自動車免許/普通自動2輪車

## 人物・略歴
- 『ミスター・ルーキー』で映画デビュー。

## 出演

### 映画
- 2002年
  - ミスター・ルーキー（井坂聡監督）
- 2006年
  - 火火（高橋伴明監督）
- 2008年
  - 空へ-救いの翼 RESCUE WINGS-（手塚昌明監督）
- 2009年
  - 愛のむきだし（園子温監督）
- 2010年
  - 戦闘少女 血の鉄仮面伝説（井口昇/坂口拓/西村喜廣監督）
  - 誘拐ラプソディー（榊英雄監督）
- 2011年
  - 恋の罪（園子温監督）
  - 軽蔑（廣木隆一監督）
  - 極道兵器（坂口拓/山口雄大監督） - 内閣特務捜査官：赤尾虎彦
  - 電人ザボーガー（井口昇監督） - アパッチドリル役
  - ヘルドライバー（西村喜廣監督）
- 2012年
  - ヒミズ（園子温監督）
  - アウトレイジビヨンド（北野武 監督） - 山王会 石原側近 役
  - 希望の国（園子温 監督）
- 2013年
  - つやのよる（行定勲 監督） - ウェイター役
  - 大阪蛇道　Snake of Violence（石原貴洋 監督） - サトシ役
  - 地獄でなぜ悪い（園子温 監督） - 鈴木剛 役
- 2014年
  - さまよう小指（竹葉リサ 監督） - 須藤 役
- 2015年
  - コントロール・オブ・バイオレンス（石原貴洋 監督） - 主演・郷田 役
  - THE NEXT GENERATION パトレイバー 首都決戦（押井守 監督）
- 2017年
  - 蠱毒 ミートボールマシン（西村喜廣 監督）- 警官隊 役[1]
  - 22年目の告白〜私が殺人犯です[2]（入江悠 監督）
  - 世界を変えなかった不確かな罪（奥田裕介 監督）
- 2018年
  - 予定は未定（磯部鉄平監督）
- 2019年
  - 空母いぶき（若松節朗 監督）- 総理秘書官 田代公三役
  - 幸福な囚人（天野友二朗 監督）-【主演】澤田政信役
- 2020年
  - 狂武蔵（下村勇二 監督）- 藤堂兼次役
  - かば（2021年7月24日、「かば」製作委員会）【主演】蒲益男役[3]
  - 初恋(三池崇史監督)
  - AI崩壊(入江悠監督)
  - スマホを落としただけなのに2(中田秀夫監督) - 捜査員役
  - 予定は未定(磯部鉄平監督)
  - みをつくし料理帖(角川春樹監督)
- 2021年
  - シュシュシュの娘（入江悠 監督） - 自警団吉川洋文役
  - 拝啓、永田町(土田ひろかず監督)【主演】峰山昇太郎役

- 2022年
  - 彼女はひとり(中川奈月監督)
  - わたしの魔境(天野友二朗監督)
- 2023年
  - 鬼卍（西村喜廣監督）
- 2024年
  - かごのない鳥（土田ひろかず監督）【主演】(峰山昇太郎)
  - あんのこと(入江悠監督)
- 2025年
  - 雨ニモマケズ(飯塚冬酒監督)鎌田伸介役

### テレビドラマ
- 2008年
  - 炎の警備隊長・五十嵐杜夫7（CX）
  - 税務調査官・窓際太郎の事件簿17（WOWOW）
  - 週刊真木よう子　おんな任侠筋子肌（TBS）
- 2009年
  - ぼくの妹 （TX）
- 2010年
  - SOIL（清水崇/山口雄大監督）（WOWOW） - 刑事 田村臥文
- 2011年
  - 十津川刑事の肖像4 第二の標的（CX） - 坂西宏役
  - ウルトラゾーン（ウルトラゾーンチャンネル）（tvk） - カップル・彼、M1号ほか
- 2012年
  - 未来日記-ANOTHER:WORLD-（CX）
  - ハンチョウ〜警視庁安積班〜（TBS）
  - 宮部みゆきミステリー パーフェクト・ブルー（TBS） - 御手洗大吾役
- 2013年
  - 怪奇大作戦 ミステリー・ファイル（NHK BSプレミアム） - 山岸役
- 2014年
  - 東京特許許可局（NHK Eテレ） - 発明家 武田知良 役
  - さんすう刑事ゼロ 第18話（NHK Eテレ） - 山田タカシ 役
  - 撃墜 3人のパイロット（NHK） - ヘンリー境田 役
  - 松本清張二夜連続ドラマスペシャル・第一夜「松本清張〜坂道の家」（EX）
- 2015年
  - 戦力外捜査官 SPECIAL（NTV） - 若頭 黒井 役
  - 掟上今日子の備忘録（NTV） - 縁淵良寿 役
- 2016年
  - 駅弁刑事・神保徳之助10（TBS） - 藤堂勝 役
- 2017年
  - 山本周五郎時代劇 武士の魂 第六話「五十三右衛門」（BSジャパン）- 新山信十郎 役
  - バウンサー（BSスカパー！）- 隻腕の男 役
  - CRISIS　公安機動捜査隊捜査班（関西テレビ）
  - CODE：MIRAGE（テレ東）
  - ザ・ドキュメンタリー『黒澤明と三船敏郎　衝撃の出会いから別れの真実」（BS朝日）- 黒澤明 役
- 2018年
  - 〇〇な人の末路（日テレ）
  - 不発弾（WOWOW）
  - LAST CHANCE“ラストチャンス”〜再生請負人〜（テレ東）- 齋藤博敏 役
- 2019年
  - 後妻業（関西テレビ）
- 2022年
  - THE重大事件 1〜3話　Hulu
- 2024年
  - めぐる未来 第1話・第6話・第8話（1月18日・2月22日・3月7日、読売テレビ・日本テレビ） - 鈴村和樹 役
- 2025年
  - インファイト 私が恋した刺青ボクサー(mov)-森川正 役

### WEBドラマ
- 2011年
  - 女神のイタズラ〜キミになったボク〜（BeeTV）

### CM
- 2011年
  - PANASONIC LED 「東京スカイツリー(R)」篇」
- 2012年
  - PANASONIC LED電球『エバーレッズ EVERLEDS』
- 2013年
  - 「早稲田アカデミー　サッカー篇」
- 2016年
  - ジャポニカ学習帳
- 2018年
  - フレッシュアップ　太陽光発電
- 2020年
  - トヨタホーム「なのに」がある家 篇
- 2021年
  - アリススタイル 「楽器を借りる親子」編
  - ディズニープラス「新ディズニープラス、始まる」
  - STUDYing「あなたには、その資格がある」篇
- 2022年
  - みずほ銀行「みずほJCBデビッドカード-家族篇-」
  - トヨタホーム「ず〜っといい家」品質篇
  - 大同生命「社長への手紙〜妻から天国の夫へ〜」
- 2023年
  - 福岡ソフトバンクホークス「夫婦篇」
- 2024年
  - ゼクシィアプリ「リニューアル！」篇
  - クラレ 「エピソード6」
- 2025年
  - アサヒ飲料/ワンダ「新ワンダ クリアブラック」篇

### 舞台
- 2011年
  - 桜ジュリエッタ旗揚げ公演「めびうす」演出:橋口まゆみ
- 2013年
  - 八犬伝（2013年3月-4月） - 家臣 役
  - ディストピア（2013年8月、演出：角田ルミ）
- 2014年
  - 時刑-（2013年4月、演出：角田ルミ）

### YouTube
- モクシロクチャンネル 「復讐代行人」
- ヴァンゆんチャンネル 「現実を受け入れることができません」